# Narimànov
Narimànov (rus: Нарима́нов) és una ciutat de l'óblast d'Astracan, a Rússia. Es troba a la riba oest del Volga, uns 50 km al nord d'Astracan. Té una població d'uns 11.000 habitants.

## Història
Originalment es va fundar com a seló amb el nom de Nijnevóljskoie (Нижнево́лжское). L'any 1967 va rebre l'estatus d'assentament de tipus urbà i el nom de Nijnevoljsk (Нижнево́лжск). El 1984, va rebre l'estatus de ciutat i el nom de Narimànov, a partir del revolucionari soviètic àzeri Nariman Narimànov.

## Estat administratiu i municipal
Dins del marc de divisions administratives, la ciutat de Narimanov és la capital del Districte de Narimànov (rus: Нарима́новский райо́н). Com a divisió municipal, la ciutat forma part de l'Assentament Urbà de Narimànov.

## Economia
Un dels principals centres econòmics de Narimànov és la drassana Lotus. A més de la construcció i reparació de vaixells, també s'hi construeixen mòduls per a plataformes petrolieres marítimes.